# Efferia clavata
Efferia clavata är en tvåvingeart som beskrevs av Scarbrough och Perez-gelabert 2009. Efferia clavata ingår i släktet Efferia och familjen rovflugor. Inga underarter finns listade i Catalogue of Life.